# 汽车人
汽车人（Autobot）是孩之寶和多美旗下的《变形金刚》系列中的虛構團體，通常是故事中相對於狂派(Decepticon)較為正義的一方，和狂派同樣由賽博坦(Cybertron)上的機械生命體─賽博坦人(Cybertronian)所組成。

## 歷史

### 起源
「博派（Autobot）」這個稱呼最早是在1984年的G1動畫中所出現的，是為了本作品而創造的虛構詞彙，由「自動（Auto）」和「機器人（Bot）」所組成。在變形金剛的大多數作品中，「博派」都有出現，在故事中大多是擔任正派角色。

#### 與「サイバトロン」的關係
在日本最初引進變形金剛時，「Autobot」被翻譯為「サイバトロン」，也就是變形金剛母星「賽博坦（Cybertron）」的直接拼音結果，而狂派的「Decepticon」則翻譯為「デストロン」，為「Destron」的拼音。
台灣版本通常將英文的「Autobot」和日文的「サイバトロン」都譯為「博派」而未呈現出差異。
| 原文         | 翻譯 |
| ------------ | ---- |
| Autobot      | 博派 |
| サイバトロン | 博派 |

### 設定
在大部分的變形作品中，博派的設定通常沒有太大的變動。以經典的紅色標誌（Isignia）作為代表，在賽博坦人之間的內戰中作為與狂派相對的主要抗爭力量，手段跟狂派相比較為溫和、不會肆意侵害其他物種的星球、以和平為目的。但後者在某些作品間則不一定，像是在IDW漫畫中就出現過博派在與狂派的戰爭中消滅某些星球的原生物種的劇情。

#### 出現
某些作品中會敘述博派的出現過程。在G1設定中，博派和狂派的差異起始於變形用品的不同，雙方原先都只是昆特紗人在賽博坦上創造出來作為奴隸的機器人，其中變形成軍用品的成員即成為狂派，變形成民生用品的成員之後則成為博派。而在微型三部曲中，間更接近是日本傳統特攝片中「超級戰隊」與「怪人勢力」之間的關係。

#### 統治地位
在部分作品中，博派被描繪成賽博坦上的主要執政力量。

例如在聯合宇宙世界觀（Aligned continuity）、IDW漫畫、微型三部曲中，博派都被描寫為賽博坦在戰前的執政團體、主導整顆賽博坦行星上的行政運作、政策決定等等，其細節的政治體制則依各作品的設定有所差異。

而在其他作品，像是《變形金剛進化版》、聯合宇宙世界觀的《變形金剛：領袖的挑戰》、《變形金剛：Cybeverse》等等作品中，則敘述了在博派與狂派的戰鬥結束後、取得勝利的博派重建賽博坦、組織新的政府的故事。

有些作品則更深入的探討博派做為執政者的概念，例如在IDW出版社在2005年~2019年的設定中，博派是長期以來都都擔任賽博坦人的統治者，以議會和元老院制度治理賽博坦及其殖民地，但是其內部卻有許多腐敗、貪腐的問題，而密卡登所率領的狂派正是應對腐敗的政府才得以崛起。同樣的，在《變形金剛：領袖之證》中，飛輪的台詞也提及到，在柯博文和密卡登崛起之前的賽博坦社會是破敗的、需要改革的，而改革方式則成為密卡登和柯博文之間決裂的契機。

### 人數
作為內戰中的一方勢力，博派的人數理論上應該非常龐大，不過實際呈現方式依照各作品的篇幅、媒介有所差異。

通常而言，為了方便劇情收束在特定角色群身上，多數作品中的博派只出現了少少幾人，在作品中往往以小隊的方式行動，像是在《變形金剛：領袖之證》中，作為博派最高領袖的柯博文就只率領一支五人的小隊在地球上活動，也鮮少出現他們和其他博派成員互動、指揮通訊的劇情。而在2001年播出的《變形金剛：微型傳說》中，博派總司令關柯博文僅僅率領熱射和紅色警戒兩名隊員在地球上行動。有些作品中會對這樣的小人數隊伍作出解釋，像是在2007年開始的變形金剛真人電影系列中，變形金剛作為物種的人數已經非常稀少，因此以星際難民的身犯來到地球的博派人數也不多。

不過某些作品則會呈現出博派的人數廣大，像是在IDW的漫畫中，博派和狂派的人數都非常多，同時在宇宙的各處進行多戰線的交戰，而《變形金剛：銀河之力》中也描繪了大量博派為了逃離吞噬母星的黑洞而撤離的畫面。

### 例外
在部分作品中，偶爾會由其他組織代替「博派」作為劇中的正派團體，像是在1996年開播的《百變金剛》（Beast Wars）系列中，金剛王等人所屬的「強大金剛（Maximal）」就取代了博派的位置，與由恐龍王率領的掠獸派（Predacon）進行對抗。

## 領袖
在大多數時候，博派的領袖都是由柯博文所擔任，不過在不同作品中，偶爾會因為設定的不同、或是柯博文在劇中已經死亡、尚未崛起等等因素，而出現其他的博派領袖。以下列出在不同作品中曾經擔任博派領袖的角色：
- 柯博文（Optimus Prime）

首次在G1世界觀中成為博派領袖。在大多數作品中，幾乎都擔任博派領袖的位置。
- 洛迪文（Rodimus Prime）

首次在G1世界觀中成為博派領袖。在1986年的《變形金剛大電影》中，在劇情中因為柯博文的死亡而成為博派領袖。
- 馬格斯（Ultra Magnus）

首次在G1世界觀成為博派領袖。但是在無法拉開領袖矩陣後死亡，之後雖然復活，但改由羅德擔任。在《變形金剛進化版》中則是博派在內戰期間的領袖，率領博派打贏與狂派之間的大戰之後成為賽博坦的最高領袖。
- 福特巨人（Fortress Maximus）

首次在G1世界觀中成為博派領袖。
首次出場在《變形金剛：頭領戰士》中，繼承離開博派、尋找家鄉的洛迪文成為博派領袖。
- 星宇（Star Saber）

首次在G1世界觀中成為博派領袖。
首次出場在《變形金剛：V》中，在該劇中成為博派領袖。
- 大殿衛（Dai Atlas）

首次在G1世界觀中成為博派領袖。
首次出場在《變形金剛：Z》中，在該劇中繼承星宇的位置成為博派領袖
- 御天至尊（Sentinal Prime）

首次出場在G1動畫中，之後在英國版漫威漫畫中被提及，在聯合宇宙世界觀、真人電影世界觀、IDW漫畫中設定為柯博文的前任博派領袖。
- 新星至尊（Nova Prime）

首次出場在IDW漫畫中，在賽博坦戰前的黃金年代時擔任博派領袖。
- 澤塔至尊（Zeta Prime）

首次出場在《變形金剛：賽博坦的殞落》中，在該設定中是柯博文前任的博派領導人。之後也在IDW版本的漫畫中出現，不過個性兇殘的多。

## 小隊/分支
根據不同作品設定，博派內部有時會有一些更小的隊伍分組、或是部隊分支，通常以「bot」作為結尾，相對於狂派的小隊通常以「con」作為結尾。不過中文翻譯較少呈現出兩者的差異，通常在台灣地區都譯為「XX金剛」，而香港版則翻譯為「XX派」，中國則以「XX金剛」和「XX虎」作為差異。另外，在某些作品中諸如IDW漫畫版本，某些狂派會以「bots」作為對全體博派的簡短蔑稱。
以下列出在不同作中曾經出現過的博派小隊。
- 機器恐龍(Dinobots)

首次在G1世界觀中出現。原本是指變形為機械化的恐龍的五個博派金剛，包括鋼鎖、淤泥、鐵渣、飛鏢、嚎叫。不過成員和設定隨不同作品而改變，例如在《變形金剛進化版》中，恐龍金剛是被加入超能量體的遊樂設施變成的、而在《變形金剛：地球火種》中，只要是變形型態是機械恐龍的變形金剛都是機器恐龍的一員。
另外，在百變金剛中，「Dinobot」則是一個單獨角色的名字，通常譯為恐龍勇士，而同劇中同樣變形成恐龍的其他角色則不是恐龍金剛。
- 航空金剛（Arielbots）

首次登場在G1系列中。全員都變形為空中載具的博派金剛小隊，在部分作品中可以合體成為合體金剛「速柏利昂」（Superion），成員包括銀箭、彈弓、飛火、俯衝、空襲。有時候速柏利昂會單純以合體狀態出現，像是在《變形金剛：超能連結》中則被設定為四大遠古合體金剛的一員。
- 保衛金剛（Protectobots）

首次登場在G1系列中。全員都變形為救護載具的博派金剛小隊，在部分作品中可以合體成為合體金剛「守護神」（Defensor）。
- 雷霆戰隊（Wreckers）

首次出現在變形金剛漫威漫畫中，也在《變形金剛：領袖之證》、IDW漫畫、真人電影中出現過。通常設定為博派中擅長應對險惡狀況的特種部隊，作風強硬、手段更是雷厲風行，負責處理最高難度、最危險、死亡率最高的任務。口號是「Wreck'n'Ruin!」。
成員組成依據不同作品有所差異，包括百丈跳（Springer）、撞針（Impactor）、旋刃（Whirl）、沙暴（Sandstorm）、舷炮（Broadside）、上旋（Topspin）、雙鑽（Twin Twist）、天殘地缺（Rack'n'Ruin）、螺旋風暴（Roterstorm）、灌鉛腳（Leadfoot）、路霸（Roadbuster）、鐵漢（Bulkhead）、輪傑（Wheeljack）、馬格斯等人，在不同作品中都曾經是雷霆戰隊成員。
- 二重金剛（Duobots）

首次出現在IDW漫畫中。兩兩一組的變形金剛特種部隊，直接向巡弋者負責，工作是協助剎車、奪路這樣的博派特工的工作。其中一組出現過的組合是電擊（Shock）和礦石（Ore）。
- 調節金剛（Throttlebot）

首次出現在變形金剛早期漫畫中。博派的其中一隻戰士隊伍，全員都變形為金龜車之類的地球載具，成員包括升級後的大黃風金飛蟲（Glodbug），以敏捷和速度為特徵。
- 救援金剛（Rescue Bots）

首次出現在《變形金剛：救援機器人》中，設定上是博派中與戰鬥較無關的隊伍，擅長各種類型的救災，成員包括熱浪、追逐、巨石、刀鋒等人。
- 板機戰士（Triggerbot）

首次出現在IDW漫畫中。博派中的特定戰士隊伍，但是其能力和定位不明。
- 變形間諜（Spychanger）

首次出現在2000年的作品《變形金剛：Car Robot》中，變形金剛中的忍者部隊，不過行事作風其實跟忍者關係不大。
- 領袖衛隊（Prime Team）

首次出現在《變形金剛：領袖之證》中，是指由柯博文親自率領、在地球行動的一隻小隊，由柯博文、飛輪(Ratchet)、大黃蜂(Bumblebee)、雅希(Arcee)、鐵漢所組成。
- 大黃蜂小隊（Bee Team）

首次出現在《變形金剛：領袖的挑戰》中，是指由大黃蜂所率領、在地球上行動的一支博派小隊。
- 弄潮金剛（Hydrobot）

首次出現在IDW漫畫中。博派中擅長在水面、甚至水下進行作戰的戰鬥隊伍，成員包括海蝠（Aquabat）、激流（Riptide）和波峰（Crest），通常變形為水中載具，其中包括三變戰士成員。